# Battaglia di Kramators'k
La battaglia di Kramators'k (in ucraino Битва за Краматорськ?, Bytva za Kramators'k) è stato uno scontro a fuoco tra le forze armate ucraine e la milizia della Repubblica Popolare di Doneck presso la città di Kramators'k.
Dopo diversi scontri nell'arco di circa 3 mesi i miliziani della RPD ripiegarono verso Donec'k, lasciando Kramators'k alle forze armate ucraine.

## Antefatto
Con la dichiarazione d'indipendenza della Repubblica Popolare di Doneck, il 12 aprile 2014 alcuni miliziani occuparono la sede locale della polizia di Kramators'k, lanciando un ultimatum all'amministrazione della città che avrebbe dovuto giurare fedeltà alla RPD o essere rimossa dall'incarico.
Successivamente una folla di protestanti occupò il municipio e gli insorti iniziarono a barricarsi in città, instaurando un checkpoint nelle vicinanze di una base aerea.

## Svolgimento della battaglia

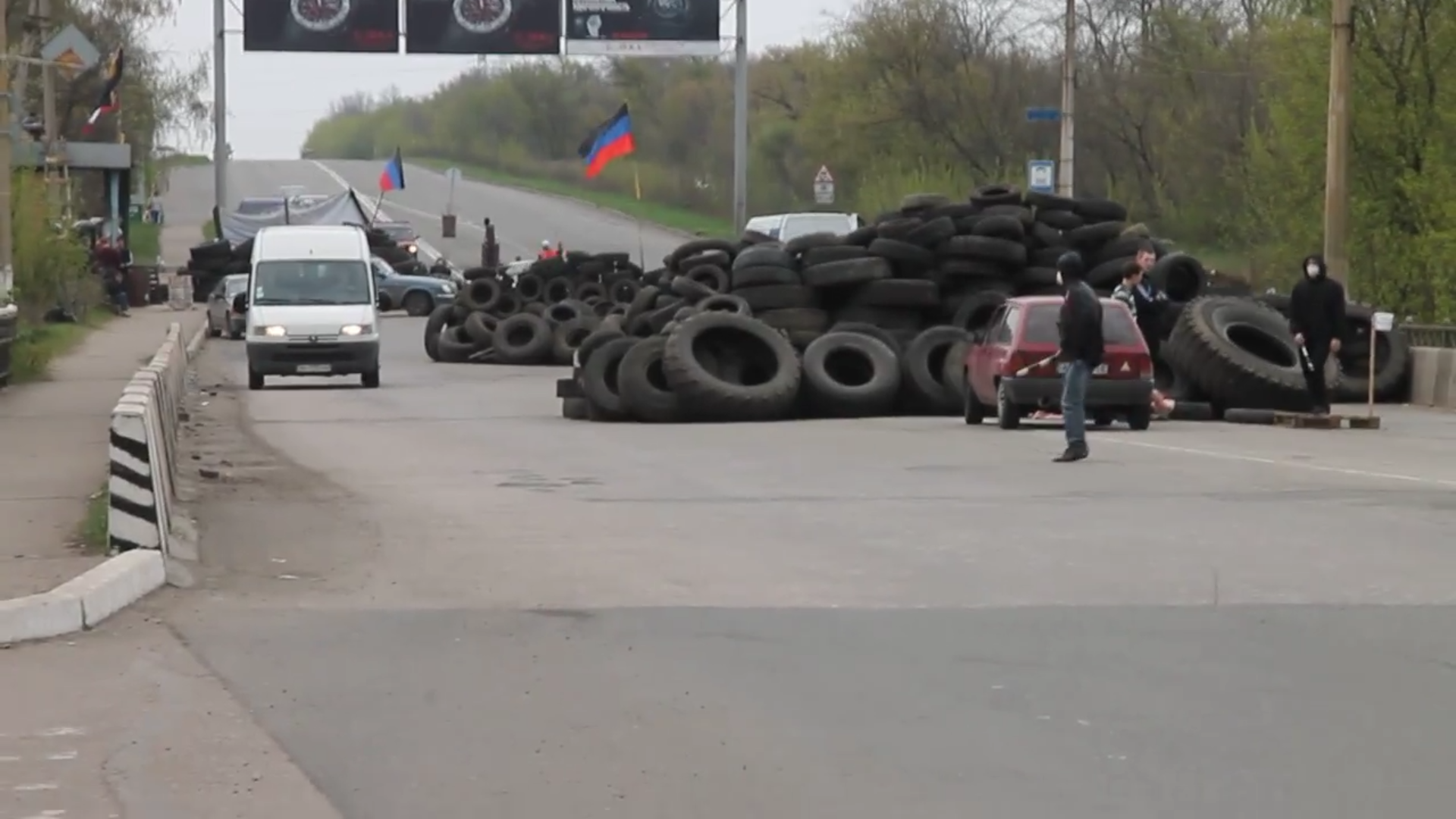
Checkpoint dei ribelli

### Prima offensiva
Il 15 aprile il governo inviò le forze terrestri per riconquistare la città, etichettando i miliziani della RPD come membri di un'organizzazione terroristica, ed essi attaccarono il checkpoint dei ribelli conquistando la vicina base aerea e uccidendo una decina di miliziani.
I ribelli tentarono di riconquistare la base aerea il giorno successivo ma furono respinti dai militari ucraini, che catturarono anche alcuni prigionieri. Durante la controffensiva ucraina 6 veicoli trasporto truppe furono catturati dalla RPD e mandati a Slov''jans'k per rinforzare le posizioni degli insorti, pesantemente assediati dagli ucraini. Successivamente i miliziani offrirono di scambiare alcuni ostaggi per delle armi.

### Seconda offensiva
Nei giorni successivi i militari si concentrarono a mantenere l'assedio su Slov''jans'k, tuttavia il 25 aprile un elicottero Mil Mi-8, in fase di decollo dalla base aerea, esplose dopo esser stato colpito da un RPG degli insorti. Dmytro Tymčuk, direttore del centro di ricerca militare e politica di Kiev, disse che il pilota dell'elicottero era stato solo lievemente ferito e che oltre al Mi-8 era stato distrutto un Antonov An-2.
Dopo aver occupato alcuni edifici di Slov''jans'k, i militari riuscirono a conquistare un'antenna di Kramators'k il 2 maggio. Successivamente ci furono diversi scontri nella notte tra il 2 e il 3 maggio che risultarono nell'uccisione di 10 miliziani e nel ferimento di altri 30, oltre che nell'occupazione da parte dei militari ucraini della sede locale del Servizio di Sicurezza Ucraino.
Nei giorni successivi, nonostante il vantaggio sulle milizie della RPD, l'esercito si ritirò presso la base aerea, lasciando le proprie conquiste agli insorti che recuperarono il controllo totale della città. Durante gli scontri che ne seguirono fu ucciso un civile.
Il 13 maggio un'unità dell'esercito cadde in un'imboscata dei miliziani che distrussero un altro VTT e un trasporta-mortaio, uccidendo sette soldati e ferendone diversi altri. Anche un miliziano morì durante l'imboscata.
Nei giorni successivi ci furono altri scontri, e durante un'operazione militare ucraina il 15 maggio, 3 soldati della RPD furono catturati.

### Schermaglie
Gli scontri continuarono fino al 2 giugno, provocando la morte di altri 3 civili.
Lo stallo fu interrotto dal lancio di un missile terra-aria da parte dell'esercito ucraino, che secondo fonti governative uccise almeno 50 soldati della RPD.
Il 27 giugno i miliziani contrattaccarono, conquistando un checkpoint militare utilizzando 8 carri armati e dei mortai. Nel corso della notte, in violazione del cessate il fuoco, l'esercito ucraino riconquistò il checkpoint, distruggendo un carro ribelle e catturandone un altro. Durante gli scontri morirono altri 4 soldati ucraini e ne furono feriti 5, mentre sono sconosciute le perdite subite dai miliziani.
Il 1º luglio un autobus finì nel fuoco incrociato e ciò causò la morte di 4 civili e il ferimento di altri 5.

### Conquista
Dopo la vittoria ucraina a Slov''jans'k, le milizie ribelli si ritirarono verso Kramators'k e il 5 luglio i militari filo-russi ripiegarono verso Donec'k, lasciando la città nelle mani delle forze armate ucraine.

## Conseguenze
Con la conquista della città, nei mesi successivi le istituzioni dell'oblast' di Donec'k sono state temporaneamente trasferite prima a Mariupol' e poi a Kramators'k, rendendo de facto la città capitale dell'oblast' ucraina.